# 최효진 (기업인)
최효진(1950년 9월 28일 - )는 서울 출신의 기업가로 SK그룹 비서실장, 이리듐 (저궤도 위성 이동통신 사업) 총괄 역임했다. 현재, HR Korea 대표이사 (주)리더십프론티어 대표이사를 겸직하고 있으며 예능교회 협동목사이다.

## 경력 사항
- 이리듐 (저궤도 위성 이동통신 사업) 총괄 역임 (타임이 선정한 10대 IT 실패사례)
- 前, 메디잡피아 대표이사 (패업)
- 現, Hrkorea 대표이사
- 前, (주)리더십프론티어 대표이사 겸직
- SK Global 미국지사 근무 (New York, Los Angeles)
- SK그룹 회장실 비서실장 역임
- SK Gas 이사 역임
- SK텔레콤 해외사업 본부장 및 글로벌 사업추진실장 역임
- 現, Business/Executive/Career Coach 강의 경력 및 칼럼 기고
- 現, 예능교회 협동목사

## 학력
- 연세대학교 법학과 학사
- 백석대학교 기독전문대학원 신학석사 수료
- 백석대학교 신학대학원 목회학 석사 (M.Div)

### 비학위 수료
- University of Pennsylvania, Wharton Executive Course 수료
- Thunderbird Univ. International Management Course 수료
- KAIST 최고 텔레콤 경영자과정 수료 (최우수 논문상 수상)
- Business Coaching Essentials Program (CCU) 수료
- Institute for Life Coach Training Program (ILCT) 수료

## 저서
- 《소명의 바다에서 행복을 찾아라.》
- 《커리어코칭》
- 《삶을 움직이는 힘 코칭핵심 70》
- 《다이나믹시커》
- 《다이나믹 코칭리더십》

## 강의경력
- 서울대 경영대학원
- KAIST 경영대학원
- 숭실대 경영대학원
- 삼성
- 현대중공업
- 포스코
- 기독교방송(CBS)
- 우리은행
- KT
- SK텔레콤
- 중앙일보
- 동아일보
- 전자신문
- 매일경제 이코노미
- 이코노미 플러스
- 마이다스
- 빛과 소금
- 대웅제약

## 가족 관계
- 부인과 함께 2남 1녀를 두었다.